# Robert Thornton
Robert Thornton (XVI secolo – Livorno, XVII secolo) è stato un militare ed esploratore inglese, ufficiale di Marina al servizio della flotta del Granducato di Toscana.

## Biografia
Con un passato da corsaro e da militare nelle guerre contro i turchi, dopo aver trovato rifugio a Livorno lontano dalle persecuzioni politiche che lo costrinsero a lasciare la natia Inghilterra, passò al servizio del Granducato di Toscana.
Coetaneo di sir Robert Dudley, altro celebre rifugiato inglese in Toscana, Robert Thornton fu al servizio dei Cavalieri di Santo Stefano, presto promosso capo pilota della nave Ammiraglia dell'Ordine.
Fu scelto dal granduca Ferdinando I di Toscana per guidare un'importante spedizione esplorativa lungo il Rio delle Amazzoni e l'Orinoco, alla ricerca di giacimenti di diamanti e di oro, in quello che è considerato l'unico tentativo italiano di creare una colonia nelle Americhe.
L'8 settembre del 1608 la spedizione comandata dal capitano Thornton, costituita da un galeone e una tartana, lasciò Livorno alla volta del Sud America, all'altezza del Brasile. Alla spedizione, sotto la supervisione di Robert Dudley, si unì l'olandese Jan Van Harlem, conoscitore dei nascenti mercati sud americani. Sfortunatamente Thornton, al suo ritorno in Toscana nel luglio del 1609, trovò deceduto da pochi mesi Ferdinando I e il suo progetto coloniale venne annullato dal successore Cosimo II.
Il capitano Thornton servì la flotta toscana sotto tre diversi granduchi e "ricevette in compenso una casa ed una pensione soddisfacente".
A Livorno visse gli ultimi anni di vita, insieme alle cinque figlie.